# Friedhof Wechold

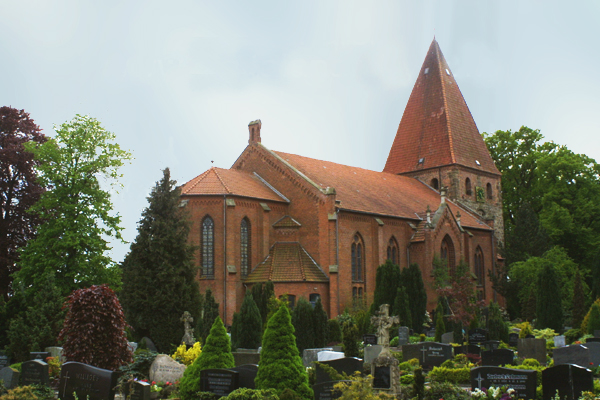
Die St.-Marien-Kirche mit dem Friedhof (2005)

Der Friedhof Wechold befindet sich in Wechold, einem Ortsteil der Gemeinde Hilgermissen in der Samtgemeinde Grafschaft Hoya im niedersächsischen Landkreis Nienburg/Weser.
Der Kirchhof umgibt die St.-Marien-Kirche, die 1870/71 erbaut wurde. Er ist ca. 140 m lang und maximal ca. 80 m breit und wird bis heute belegt.